# Eli Brooks
Eli James Brooks (Sumter, Carolina del Sur; 14 de octubre de 1998) es un baloncestista estadounidense que pertenece a la plantilla del EWE Baskets Oldenburg de la Basketball Bundesliga alemana. Con 1,85 metros de estatura, juega en la posición de base.

## Trayectoria deportiva

### Universidad
Jugó cinco temporadas con los Wolverines de la Universidad de Míchigan, en las que promedió 7,3 puntos, 2,5 rebotes y 2,0 asistencias por partido. Con la excepción del COVID-19, Brooks pudo jugar un quinto año y terminó su carrera con un récord escolar de 158 partidos jugados, superando a su excompañero de equipo Zavier Simpson, que llegó a disputar 146.

#### Estadísticas
| Año     | Equipo   | PJ  | PT  | MPP  | %TC  | %3P  | %TL  | RPP | APP | ROB | TPP | PPP  |
| ------- | -------- | --- | --- | ---- | ---- | ---- | ---- | --- | --- | --- | --- | ---- |
| 2017–18 | Michigan | 31  | 12  | 10.0 | .302 | .244 | .615 | 1.1 | 1.0 | .4  | .1  | 1.8  |
| 2018–19 | Michigan | 37  | 0   | 12.9 | .378 | .292 | .750 | 1.2 | 1.1 | .3  | .1  | 2.5  |
| 2019–20 | Michigan | 30  | 30  | 32.0 | .410 | .364 | .729 | 3.7 | 2.0 | .8  | .2  | 10.6 |
| 2020–21 | Michigan | 27  | 27  | 31.1 | .426 | .396 | .909 | 3.1 | 3.1 | 1.1 | .2  | 9.5  |
| 2021–22 | Michigan | 34  | 34  | 36.0 | .444 | .394 | .877 | 3.7 | 2.9 | 1.2 | .1  | 12.8 |
| Total   | Total    | 159 | 103 | 24.0 | .415 | .362 | .826 | 2.5 | 2.0 | .7  | .1  | 7.3  |

### Profesional
Tras no ser elegido en el Draft de la NBA de 2022, el 24 de junio firmó un contrato a prueba con los Indiana Pacers, con los que disputó las Ligas de Verano de la NBA, pero fue despedido el 15 de octubre. El 24 de octubre firmó con Fort Wayne Mad Ants, su filial en la G League. Promedió 6,9 puntos, 4,5 rebotes y 3,8 asistencias por partido antes de que una lesión pusiera fin a su temporada.
El 27 de julio de 2023 firmó contrato con el Pallacanestro Trieste de la Serie A2 italiana. Jugó una temporada en la que promedió 14,5 puntos, 5,7 rebotes y 3,3 asistencias por partido.
El 31 de julio de 2024 firmó con el EWE Baskets Oldenburg de la Basketball Bundesliga alemana.